# Huracán Karl
El huracán Karl fue el ciclón tropical más destructivo registrado en azotar el estado mexicano de Veracruz. La undécima tormenta tropical, el sexto huracán y el quinto y último huracán de la temporada de huracanes del Atlántico de 2010, Karl se formó a partir de un área de baja presión que se había formado frente a la costa norte de Venezuela el 11 de septiembre. Cruzó el Caribe y se actualizó a tormenta tropical Karl el 14 de septiembre. El ciclón tocó tierra en la península de Yucatán en México como una fuerte tormenta tropical, y luego se fortaleció rápidamente en la Bahía de Campeche antes de tocar tierra cerca de la ciudad de Veracruz, en la costa central del Golfo de México, como un gran huracán Esto marcó la primera vez conocida que existió un huracán mayor en la Bahía de Campeche. Posteriormente, la tormenta se debilitó rápidamente sobre las montañas de México y se disipó el 18 de septiembre.
Hasta el 23 de septiembre, se confirmó la muerte de 22 personas, la mayoría de las cuales se encontraban en el estado de Veracruz. Las pérdidas aseguradas por la tormenta se estiman en US$2.06 mil millones a partir de enero de 2011, mientras que el daño total equivale a aproximadamente $3.9 mil millones.

## Historia meteorológica
El huracán Karl se originó a partir de la interacción entre una vaguada superficial y una onda tropical que se desplazaba hacia el oeste. La vaguada —una zona alargada de baja presión— surgió de una zona de convección monzónica desorganizada justo al norte de Sudamérica, sobre las Islas de Barlovento, a principios de septiembre. Unos días más tarde, la ola, que había partido de la costa de África el 1 de septiembre, se acercó a la zona y se fusionó con la vaguada el 8 de septiembre a medida que disminuía su velocidad. Durante varios días, el sistema de baja presión resultante se mantuvo hacia el oeste-noroeste sobre el mar Caribe y, provisto de un ambiente difuso en lo alto, generó zonas desorganizadas de convección. Aunque la convección permaneció disociada de la baja presión media, la circulación general del viento continuó definiéndose mejor en la superficie. Sin embargo, la tendencia de desarrollo se interrumpió brevemente el 13 de septiembre, cuando se confirmó que la baja presión superficial ya no existía bajo la estructura convectiva en mejora. Las condiciones se mantuvieron favorables para la reorganización y hacia las 21:00 UTC del 14 de septiembre se desarrolló un pequeño pero consolidado centro de circulación. En tiempo real, esto marcó la formación de la tormenta tropical Karl cuando se encontraba a unas 270 millas (435 kilómetros) al este de Chetumal, México, aunque un nuevo análisis posterior a la tormenta reveló que, de hecho, se había formado una depresión tropical seis horas antes.
Con una dorsal predominante anclada al norte a lo largo del Golfo de México, Karl continuó su movimiento general hacia el oeste durante la mayor parte de su trayectoria. Impulsada por un flujo simétrico en altura, la tormenta se intensificó lentamente con temperaturas del agua muy altas en un entorno de baja cizalladura. Posteriormente, Karl tocó tierra inicialmente en la costa sureste de Yucatán como una fuerte tormenta tropical la madrugada del 15 de septiembre, con vientos estimados de 100 km/h (65 mph). A medida que avanzaba tierra adentro, las imágenes de radar de Belice mostraron un ojo en desarrollo, lo que sugiere que la tormenta podría haber alcanzado la categoría de huracán en ese momento. Aunque la tormenta se debilitó lentamente a medida que cruzaba Yucatán, su patrón de nubes se mantuvo bien organizado, con un anillo de convección profunda que rodeaba una formación similar a un ojo. Alrededor de las 04:00 UTC del 16 de septiembre, el centro de Karl emergió en la Bahía de Campeche al perder ligeramente velocidad. Situado de nuevo sobre aguas cálidas en un entorno favorable de cizalladura, Karl se intensificó gradualmente y alcanzó la categoría de huracán a unos 240 km (150 mi) de la costa de Campeche, México, después de que el reconocimiento detectara el desarrollo de la pared del ojo. En ese momento, Karl coexistió con los huracanes Igor y Julia, la primera ocasión desde 1998 con al menos tres huracanes simultáneos en el Atlántico Norte.

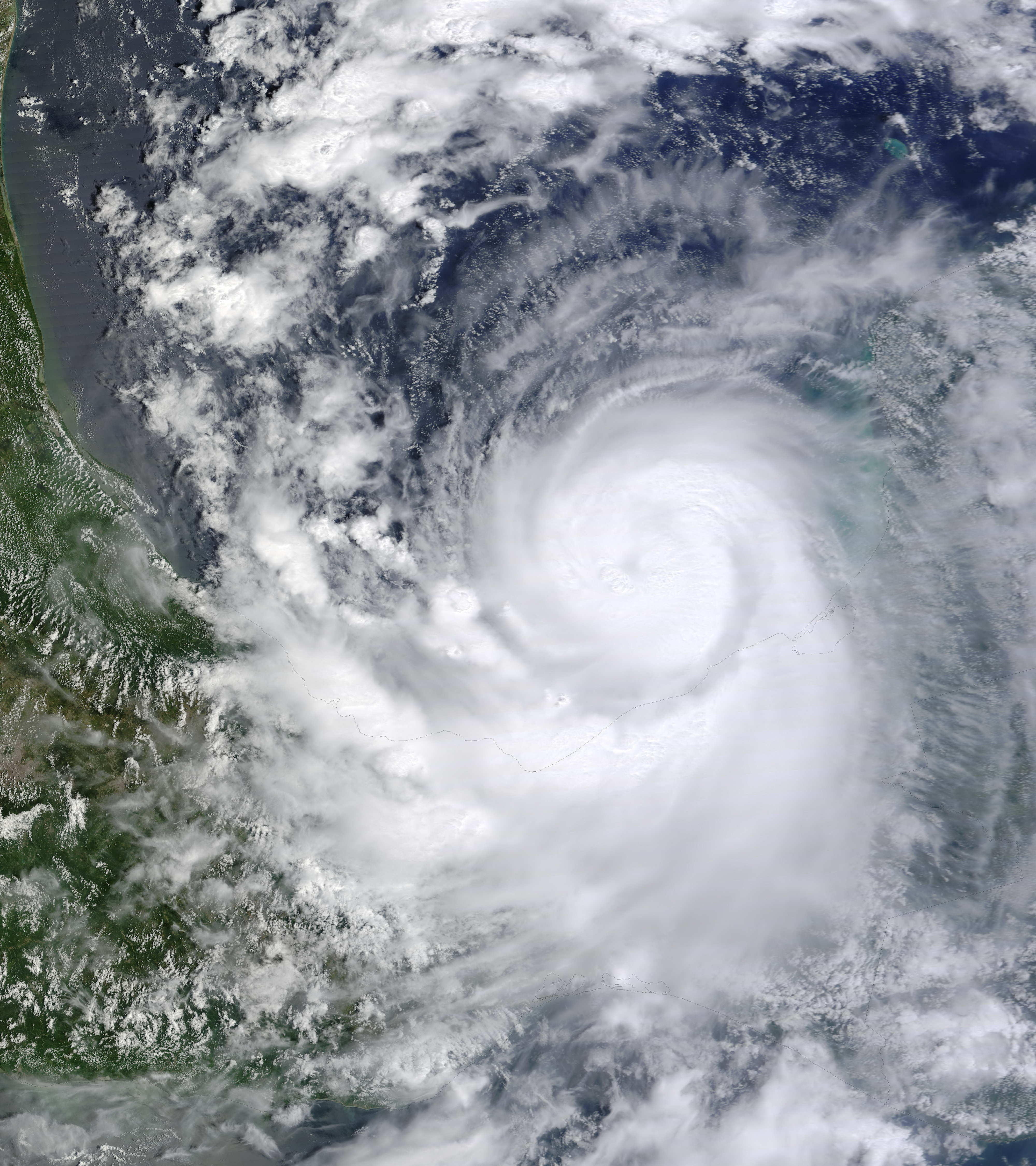
El huracán Karl se intensificó rápidamente en la Bahía de Campeche el 16 de septiembre

El huracán entró en un período de rápida intensificación después de profundizarse sostenidamente durante varias horas; su patrón de nubes se organizó rápidamente y, con el enfriamiento de las cimas de las nubes convectivas, el ojo cálido quedó bien definido. Karl, que se desplazó hacia el suroeste a lo largo de la cresta del huracán, se convirtió en un huracán de categoría 3 el 17 de septiembre; alcanzó su intensidad máxima de 205 km/h solo cuatro horas antes de tocar tierra. Karl se convirtió en el huracán más fuerte jamás observado en la Bahía de Campeche al alcanzar esta intensidad, un récord previamente establecido por el huracán Item en 1950, que luego sería igualado por el huracán Grace en 2021. A pesar de un aumento repentino en la presión central mínima, Karl mantuvo su fuerza y tocó tierra cerca de Veracruz, México, como un huracán mayor a las 16:45 UTC. Una vez tierra adentro, la pequeña tormenta se debilitó rápidamente en el terreno elevado y a principios del 18 de septiembre ya no quedaba convección profunda alrededor de su circulación cada vez más alterada. Alrededor de las 0900 UTC, el sistema fue desclasificado como ciclón tropical al disiparse su circulación de bajo nivel, aunque parches de tormentas eléctricas remanentes continuaron produciendo fuertes precipitaciones sobre el país.

## Preparativos

### Caribe Occidental

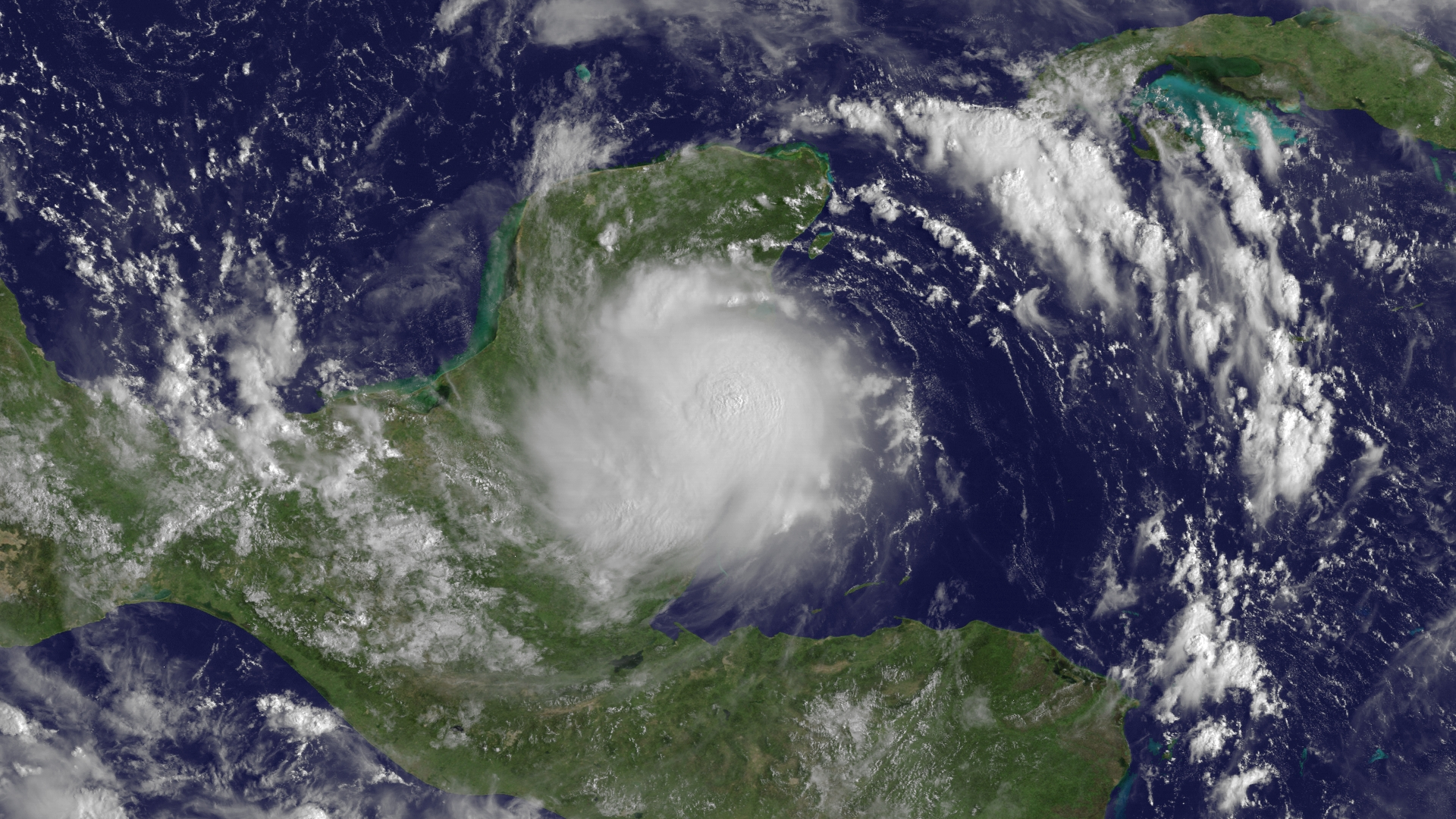
La tormenta tropical Karl toca tierra en la península de Yucatán el 15 de septiembre

Tras la formación de un ciclón tropical, el gobierno de México emitió una alerta de tormenta tropical para la costa este de la península de Yucatán, que se extiende desde Chetumal hacia el norte hasta Cabo Catoche. Además, se emitió una alerta de tormenta tropical para la costa norte de Belice, desde la Ciudad de Belice hasta la frontera entre Belice y México. Ante la amenaza de una tormenta, las autoridades de Honduras declararon alerta verde para todo el país y alerta amarilla por 36 horas en el departamento de Islas de la Bahía. El Cajón, una importante central hidroeléctrica ubicada en el oeste de Honduras, descargó parte de su embalse en ríos contiguos para evitar inundaciones en las zonas bajas circundantes. Se recomendó a los funcionarios portuarios de las costas que tomaran las precauciones necesarias debido a las fuertes condiciones del mar. En Belice, los puertos marítimos aseguraron sus suministros y detuvieron sus operaciones para garantizar la seguridad de los buques y los trabajadores marinos. Las escuelas estuvieron cerradas en los distritos del norte de Corozal y Orange Walk, así como en San Pedro Town y Caye Caulker durante el paso de la tormenta.
En Quintana Roo, las autoridades abrieron albergues y ordenaron la evacuación de las zonas bajas a lo largo de la trayectoria prevista de la tormenta. Cientos de personas fueron desplazadas en Banco Chinchorro, un atolón de arrecife y centro de buceo cerca de Majahual. En Carrillo Puerto, ubicado al sur de las ruinas arqueológicas de Tulúm, las autoridades prepararon viviendas de concreto para albergar a un centenar de comunidades indígenas mayas. Conforme Karl avanzaba hacia el interior, se declararon alertas naranja en Campeche para los municipios de Hopelchén y Calakmul, mientras que el resto del estado permaneció bajo alerta amarilla. Se abrieron refugios cerca de zonas inundables en las ciudades de Campeche, Champotón y el municipio de Calkiní (Isla Arena). Se instó a los residentes locales a no sacar la basura durante tres días, ya que se suspendería el servicio de recolección ante la amenaza de lluvias torrenciales.

### Veracruz
El gobierno de Veracruz emitió una alerta roja ante la aproximación de Karl a la costa estatal; ocho municipios recibieron órdenes de evacuación costera obligatoria. La central nuclear de Laguna Verde, ubicada en la costa veracruzana, suspendió sus operaciones como medida de precaución. Además, PEMEX evacuó sus instalaciones en el Golfo de México ubicadas en la trayectoria de Karl. Los precios mundiales del petróleo subieron rápidamente el 17 de septiembre, cuando la compañía detuvo la producción en 14 de sus pozos. Los precios subieron 54 centavos, hasta los 75,11 dólares por barril.

## Impactos y consecuencias

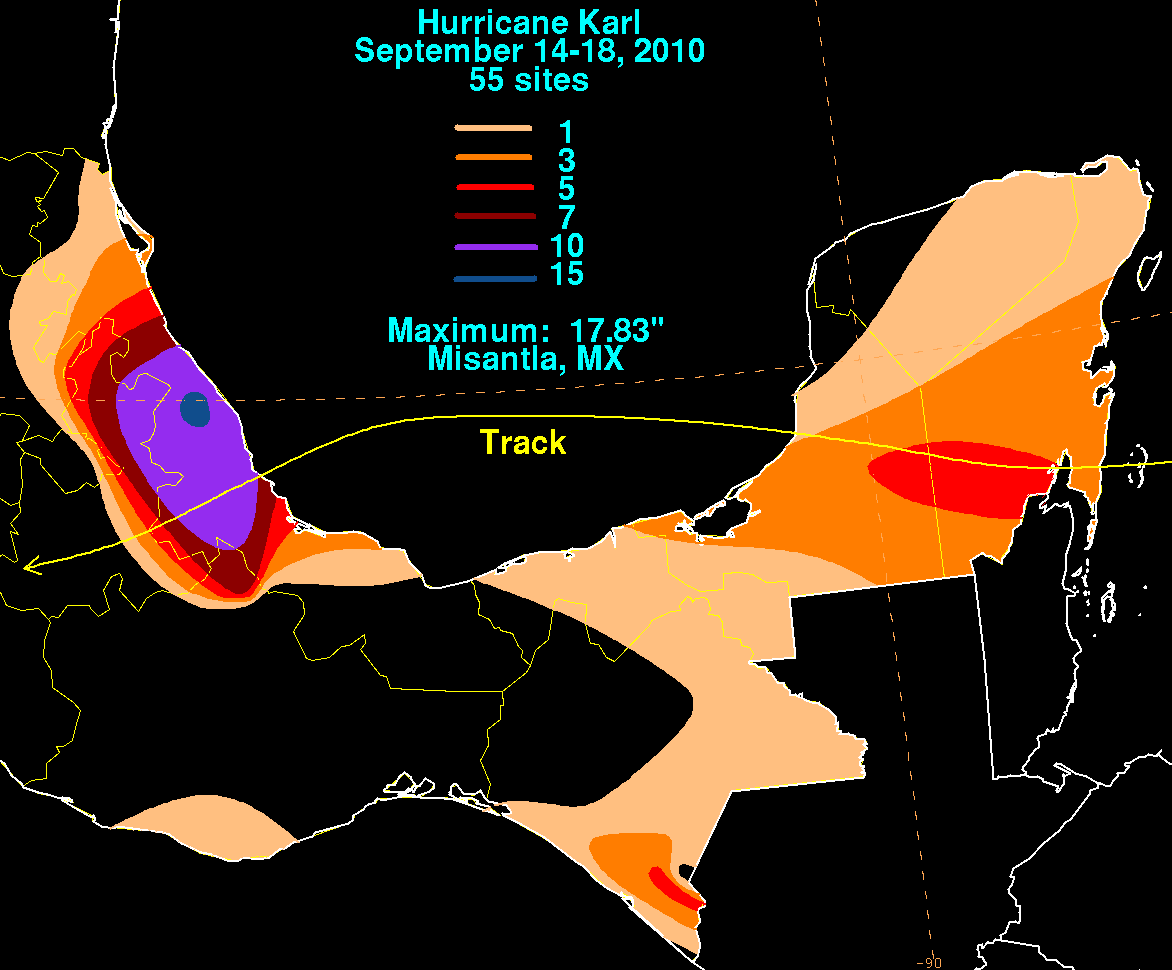
Precipitación total de la tormenta Karl en México

Cuando Karl azotó la costa de Quintana Roo, fuertes precipitaciones que alcanzaron hasta 157 mm en algunas zonas provocaron inundaciones dispersas. En el momento más álgido de la tormenta, un total de 54.265 residentes se quedaron sin electricidad, pero la mayoría recuperó el suministro eléctrico en un día. Unas 600 viviendas en Chetumal sufrieron inundaciones de hasta 1,5 metros, obligando a cientos de residentes a evacuar.. Se informó que los fuertes vientos arrancaron varios árboles en Bacalar, un pequeño pueblo cerca de la ciudad. Los municipios de Othón P. Blanco, Carrillo Puerto y José María Morelos reportaron cuantiosas pérdidas agrícolas; se estima que 11,650 hectáreas de cultivo se vieron afectadas, con 3,477 hectáreas de maíz destruidas. Se perdieron aproximadamente 7,800 hectáreas de caña de azúcar a lo largo de las riberas del río Hondo, lo que generó pérdidas económicas por 76 millones de pesos mexicanos (6.23 millones de dólares estadounidenses). En Othón P. Blanco se perdieron 477 hectáreas de chile jalapeño, mientras que plantaciones de plátano, yuca y cítricos de la zona sufrieron importantes daños por el viento. En total, los daños a carreteras, estructuras y propiedades del municipio se estimaron en MXN$120 millones (US$9.9 millones).
Aunque no hubo informes de daños mayores, los fuertes vientos en Belice derribaron postes de servicios públicos, encallaron embarcaciones y provocaron cortes de energía a lo largo de la frontera entre Belice y México. Más hacia el interior de Campeche, las acumulaciones máximas de lluvia en 24 horas no superaron los 24 mm y se reportaron pocos daños. La tormenta no dejó víctimas mortales a su paso en la península, ya que tocó tierra en una zona escasamente poblada.

### Sureste de México
Las lluvias torrenciales de Karl se extendieron tierra adentro hasta la Sierra Madre Oriental, causando graves inundaciones y deslizamientos de lodo en Veracruz, así como en varios estados mexicanos vecinos. Las precipitaciones más intensas se produjeron junto a la trayectoria de la tormenta y al norte de ella, con acumulaciones localizadas de hasta 455 mm (17.83 pulgadas) en Misantla. Al tocar tierra, vientos huracanados de gran magnitud arrancaron cientos de miles de árboles y provocaron cortes de electricidad generalizados, dejando a 280,000 clientes sin electricidad. El desastre afectó al menos a 163 de los 212 municipios del estado, y varios días después de su paso más de la mitad del territorio permanecía sumergido por las aguas de la inundación. Provocó el mayor desplazamiento de población en la historia de la región; alrededor de 150.000 residentes fueron evacuados a un total de 423 refugios antitormentas en todo el estado. Karl cobró la vida de doce personas confirmadas en el estado, entre ellas una mujer de 40 años, junto a sus nietos de dos y tres años en Cotaxtla, y una persona de 54 años y otra de 87 en Felipe Carrillo. Sin embargo, en un comunicado de prensa oficial del gobierno del 24 de septiembre de 2010 se mencionaron otras dos muertes posiblemente atribuidas a la tormenta.
Además de la pérdida de vidas, los daños estructurales en el estado fueron generalizados y particularmente graves. En Cotaxtla, las aguas fangosas de hasta 12 m de altura dejaron gran parte del municipio inundado y decenas de estructuras atrapadas en el lodo. En algunas zonas, las inundaciones se describieron como "sin precedentes". Carrillo Puerto sufrió daños similares, dos personas fueron reportadas como desaparecidas en la ciudad. El impacto sobre la vegetación fue particularmente notable en Boca del Río, situada cerca de la desembocadura del río Jamapa, donde los vientos derribaron más de 400.000 árboles; la consiguiente obstrucción de la desembocadura del río provocó la evacuación de unas 30.000 personas de las zonas adyacentes. En Puebla, dos personas murieron luego de que su casa fuera destruida por un deslizamiento de tierra. Una tercera persona murió en Tabasco tras ahogarse en su casa inundada. Se estima que unas 200.000 viviendas se quedaron sin electricidad a causa de Karl.

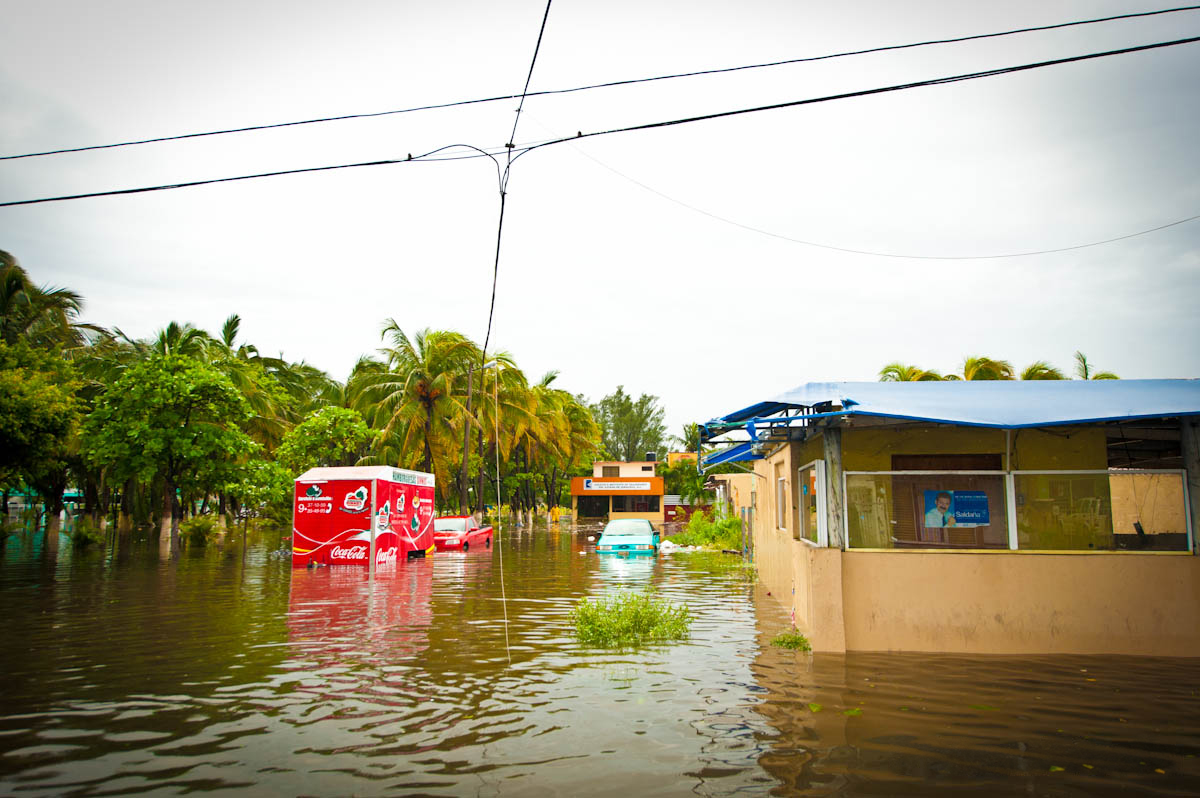
Inundaciones por la tormenta en Veracruz

En total, Karl mató a 16 personas y dejó a otras 11 desaparecidas. Se estima que 15,8 millones de personas se vieron afectadas por la tormenta en todo México. Las evaluaciones preliminares estiman los daños causados por Karl en Veracruz en MXN$70 mil millones (US$5.6 mil millones). En Puebla, las pérdidas por la tormenta ascendieron a MXN$250 millones (US$16 millones). Las estimaciones finales de pérdidas económicas en todo México suman MXN$50 mil millones (US$3.9 mil millones), con pérdidas aseguradas por MXN$2.5 mil millones (MXN$200 millones).
Tras las graves inundaciones provocadas por Karl, aproximadamente 3500 personas buscaron refugio en albergues instalados en escuelas de todo Veracruz. Se estima que entre 250 000 y 500 000 personas se quedaron sin hogar, ya que 120 municipios del estado sufren extensas inundaciones. Los servicios de emergencia declararon que todas las alertas se mantendrían vigentes a pesar del paso de Karl para mantener a la población informada sobre el peligro persistente. En las semanas posteriores al huracán, los equipos de recuperación limpiaron aproximadamente 18.000 toneladas de escombros en todo el estado de Veracruz.